# Kalikst
Kalikst, Kalist – imię męskie pochodzenia greckiego. Wywodzi się od przymiotnika gr. 'kalós' (łac. Callistus, Callixtus). Forma 'kállistos' oznacza 'bardzo dobry, bardzo piękny'.
Żeńskim odpowiednikiem jest Kalista lub Kaliksta.
Kalikst imieniny obchodzi: 16 kwietnia, 14 sierpnia, 14 października i 13 listopada.
Znane osoby o tym imieniu:
- papież Kalikst I – święty katolicki
- papież Kalikst II
- papież Kalikst III
- Kalikst Caravario – salezjanin, święty katolicki
- Kalikst Poniński – książę
- Kalikst Witkowski – rosyjski generał, komisaryczny prezydent Warszawy

Zobacz też:
- Kallisto (mitologia)
- kalikstyni
- święty Kalikst